# Sarpedones

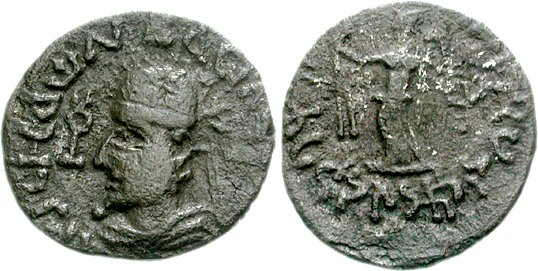
Münze des Sarpedones

Sarpedones war ein indo-parthischer König, der um 70 n. Chr. regierte.
Sarpedones ist nur von seinen Münzen bekannt. Diese sind in Sindh und Kandahar geprägt worden, wo der Herrscher wohl auf Gondophares folgte. Die Münzbilder des Herrschers zeichnen sich vor allem durch den typischen Kinnbart aus. Sarpedones bezeichnet sich auf seinen Münzen als Gondophares. Der Name des letzteren Herrschers ist also nach dessen Tod zu einem Herrschertitel geworden.